# Umespexarna
Umespexarna är en spexorganisation vid Umeå universitet som grundades hösten 1988.
Umespexarna är, kronologiskt sett, Umeå universitets "andra spex", efter Medicinarspexet. Detta även om man i den lokala spexjargongen i Umeå alltid hänvisar till det spex man inte själv är aktiv i som det "andra spexet". Umespexarna har föreställning under vårterminen, till skillnad från Medicinarspexet som har sina föreställningar under höstterminen. Man kör inom Umespexarna enligt Lundatraditionen.
Första föreställningen Döbeln hölls på Aula Nordicas scen inför en jublande publik. Året därefter hölls spexet i Universumhusets rotunda, därefter fyra år i Östra gymnasiets aula. Sedan 1995 har dock Sagateatern blivit Umespexarnas varmaste tillhåll, där merparten av alla spex hållits, med undantag av 2004 och 2005 då spexet tillfälligt återvände till Aula Nordica. År 2016 hålls spexet i Idun-teatern i Umeå Folkets hus.
Umespexarna är kända för sina (anti-)reklamfilmer som alltid visas före varje föreställning.
| År   | Namn                           | Lokal                    | Manus |
| ---- | ------------------------------ | ------------------------ | ----- |
| 1989 | Döbeln                         | Aula Nordica             |       |
| 1990 | Minotauren                     | Rotundan, Universumhuset |       |
| 1991 | Callebaliken på Sundborn       | Östra gymnasiets aula    |       |
| 1992 | Duellen i Santa Fe             | Östra gymnasiets aula    |       |
| 1993 | Strindbergs Inferno            | Östra gymnasiets aula    |       |
| 1994 | Caesar                         | Östra gymnasiets aula    |       |
| 1995 | Hercule Poirots fall           | Sagateatern              |       |
| 1996 | Wasa                           | Sagateatern              |       |
| 1997 | Unionen som sprack             | Sagateatern              |       |
| 1998 | Elisabet I                     | Sagateatern              |       |
| 1999 | 1492                           | Sagateatern              |       |
| 2000 | (r)EVOLUTION                   | Sagateatern              |       |
| 2001 | Dalai Lama                     | Sagateatern              |       |
| 2002 | Romeo och Julia                | Sagateatern              |       |
| 2003 | SKABBSKÄGG!                    | Sagateatern              |       |
| 2004 | Spöket på Canterville          | Aula Nordica             |       |
| 2005 | Franska Revolutionen           | Aula Nordica             |       |
| 2006 | Ivanhoe                        | Sagateatern              |       |
| 2007 | Snövit                         | Sagateatern              |       |
| 2008 | Al Capone                      | Sagateatern              |       |
| 2009 | Apollo                         | Sagateatern              |       |
| 2010 | Skönheten och Odjuret          | Sagateatern              |       |
| 2011 | Jorden runt på 80 dagar        | Sagateatern              |       |
| 2012 | Ragnarök                       | Sagateatern              |       |
| 2013 | Kung Arthur                    | Sagateatern              |       |
| 2014 | Pompeji                        | Sagateatern              |       |
| 2015 | Rapunzel                       | Umeå Folkets hus         |       |
| 2016 | Amelia Earheart                | Umeå Folkets hus         |       |
| 2017 | En Världsomsegling Under Havet | Umeå Folkets hus         |       |
| 2018 | Odysseus                       | Umeå Folkets hus         |       |
| 2019 | Hans och Greta                 | Vävenscenen              |       |
| 2020 | Noas ark (inställt)            | Vävenscenen              |       |
| 2022 | Oliver Twist                   | Vävenscenen              |       |
| 2023 | Polarexpeditionen              | Vävenscenen              |       |
| 2024 | Mästerkatten i stövlar         | Vävenscenen              |       |

## Kända personer som har varit Umespexare
- Jonas Bjerkén (grundare)
- Martin Emtenäs
- Fredrik Lindegren
- Beppe Starbrink